# Златко Красни
Златко Красни (Сарајево, 24. мај 1951 – Београд, 30. октобар 2008) био је српски књижевник.

## Биографија
Рођен је у породици чешког порекла. Након гимназије у Монтроу (Швајцарска), Хаму (СРН) и Херцег Новом (тадашња СФР Југославија), студирао је медицину и германистику у Адис Абеби (Етиопија), Београду и Берлину (НДР). Магистрирао је на теми „Лирика Р. М. Рилкеа на српскохрватском говорном подручју“. Након неколико година рада у Танјугу (у својству преводиоца за немачки језик, као и преводиоца са енглеског и француског на српски), прешао је на Шумарски факултет Универзитета у Београду, радећи као предавач немачког језика и шеф колектива за стране језике.
Стварао је као песник, књижевни критичар и преводилац.
На предлог Петера Хандкеа, манифестација „Смедеревска песничка јесен“ је после његове смрти установила награду за преводилаштво „Златко Красни“, која је први пут додељена 2011. године.

## Књижевно-институционални ангажман
У Удружење књижевника Србије Красни је као песник, антологичар, есејиста и критичар примљен 1983. године. Од 1987-1990. води Одбор за међународну сарадњу и Октобарски сусрет писаца. Такође, био је и члан Удружења књижевних преводилаца Србије.
На његово залагање као члана жирија за доделу Златног кључа Смедеревских вечери поезије и жирија за доделу књижевне награде „6. април“ награђени су велики писци и осведочени пријатељи Србије, као на пример Петер Хандке и Фолкер Браун, и наши истакнути књижевници.
Као песник и тумач поетског дела својих савременика, Красни је био чест гост на књижевним трибинама Београда и других градова.

## Књижевни часописи и пројекти
У времену 1987-1991. ради као уредник у међународном књижевном часопису Pannonia са седиштем у Бечу, где немачкој и средњоевропској читалачкој публици представља бројне српске писце, пише о књигама и културним догађајима у нашој земљи.
После тога, био је уредник у часопису Српски народ (1991-1993), а након његовог гашења у листу Збиља (1994—1998).
Учествовао је у међународном пројекту за антологију поезије источноевропске авангарде „Auf der Karte Europas ein Fleck“ (Цирих, 1992), за коју је представио и превео низ песника српске авангарде. Ова антологија наишла је на значајан одјек у европској културној јавности, а управо су српски песници у њој најбројније заступљени од свих земаља бивше Југославије.
Године 2000. Красни је позван да учествује као једини представник из СР Југославије на Светској изложби у Хановеру, где су једна његова песма и један његов превод објављени у заједничкој књизи 137 аутора из целог света, као и на ЦД-у.
Његова поезија је превођена на многе језике и заступљена у разним домаћим и страним антологијама и часописима. На посебан одјек наишле су антиратне песме из књиге “Црни ангел” (2000) које су преведене у Немачкој, Великој Британији и Колумбији.
На највећем светском фестивалу поезије у Медељину 2001. Красни је био позван као посебан гост и једини песник из Југославије. Једини песник са наших простора био је и на фестивалу у Росарију, Аргентина, 2003.

## Друштвено-политички ангажман
До почетка рата у бившој Југославији, Красни је учествовао на различитим семинарима и књижевним вечерима у Берлину, Штутгарту, Хамбургу, Бечу, Будимпешти, Штралену, Минхену и другим центрима.
Од почетка рата, Красни као ванстраначки српски родољуб чита, с караванима песника, своје песме у Републици Српској. Истовремено, у наступима за домаћу, немачку и аустријску телевизију, у интервјуима за западну штампу износи истину о српском питању и о медијским манипулацијама. Преводи сличне ставове, као и песме својих колега на немачки.
Његове песме излазе у часописима La Vallisa (Бари), Flugasche (Штутгарт), Ketzerbriefe (Фрајбург), Icarus (Берлин) и у бројним домаћим часописима.

## Награде и признања
- Награда „Радоје Домановић”, за књигу О меланхолији европског интелектуалца, 1997.
- Награда „Печат вароши сремскокарловачке”, за књигу Путни час, 1980.
- Награда „Љубиша Јоцић”, награда за превод књиге Ханса Магнуса Енценсбергера Пропаст Титаника, 1980.
- Награда „Бранко Ћопић”, за књигу Кошута у души, 1997.
- Награда „Милан Ракић”, за књигу Црни ангел, 2000.
- Златна значка КПЗ Србије, за несебичан, предан и дуготрајан рад и стваралачки допринос у ширењу културе, 1999.

## Дела

### Књиге поезије
- Пуни час (КОС, Београд, 1980)
- Тврђава (Просвета, Београд, 1984)
- За одбеглим билом (Сфаирос, Београд, 1990)
- Стазама змијског језика (Просвета, Београд, 1991)
- Мајстори (Унирекс, Никшић, 1992)
- Дијадема у одаји јада (Просвета, Београд, 1995)
- Кошута у души (КОВ, Вршац, 1997)
- Раздељени речима (Просвета, Београд, 1999)
- Црни ангел (Просвета, Београд, 2000)
- Mitlesebuch, на немачком (Aphaia Verlag, Berlin, 2005),
- Писма Хорацију (Просвета, 2006),
- El Autografo, (Смедерево, 2006),
- Und im Traum erlischt der Tag, (Wieser Verlag, 2009),

### Књиге огледа, критике и записа
- О меланхолији европског интелектуалца - сатирични огледи (Просвета, Београд, 1997),
- У врту доктора Китахаре (Графички атеље Богдановић, Београд 2005 и 2007, два издања),
- Пешчани пут бр. 5: берлински записи (Српска књижевна задруга, Београд, 2009 – постхумно),

### Антологије
- Антологија првобитне поезије (коаутор) - Просвета, Београд (1988),
- Антологија немачке приповетке - Братство - Јединство, Нови Сад (1986)
- Антологија кратке приче Немачке - Багдала, Крушевац (1997)
- Антологија савремене немачке поезије - Светови, Нови Сад (1989)
- Осам савремених њемачких пјесника, Петар Кочић, Бања Лука-Београд, 2002.
- Осам савремених аустријских пјесника, Петар Кочић, Бања Лука-Београд, 2003 (Награда издавача Босне и Херцеговине за најбољи превод),
- Антологија савремене аустријске поезије (у припреми, постхумно) СКЗ, Београд,

### Преводи књига са немачког на српски језик
- Ханс Магнус Енценсбергер, Пропаст Титаника – БИГЗ, Београд (1980), награда за превод „Љубиша Јоцић”, II издање Верзалпрес, Београд (1998), III издање Просвета, Београд, 2005.
- Ханс Магнус Енценсбергер, Маузолеј - Народна књига, Београд, 1983.
- Ханс Магнус Енценсбергер, Разговори са Марксом и Енгелсом - Рад, Београд (1983) (са Г. Ерњаковићем),
- Ханс Магнус Енценсбергер, Огледи - Светови, Нови Сад, 1994.
- Габријел Лауб, Открића у кади - Просвета, Београд, 1985.
- Антологија дадаистичке поезије, Братство-Јединство, Нови Сад, 1986 (један од преводилаца)
- Јирген Бекер, Врата према мору - Братство-Јединство, Нови Сад, 1985.
- Петер Слотердијк, Коперниканска мобилизација и птоломејско разоружање – Братство-Јединство, Нови Сад, 1988.
- Мило Дор, На погрешном колосеку - Просвета, Београд, 1990.
- Ернст Нолте, Фашизам у својој епохи - Просвета, Београд (1990) (са М. Поповић)
- Ролф Дитер Бринкман, Песме - Октоих, Подгорица, 1991.
- Томас Бернхард, Губитник - Светови, Нови Сад, 1991.
- Патрик Зискинд, Парфем - БМГ, Београд (1995); II издање Соларис, Нови Сад (2001) , III издање Соларис, 2004.
- Хајнрих Клоц, Уметност у 20. веку - Светови, Нови Сад,1995.
- Карл Густав Јунг, Аион - Атос, Београд, 1996.
- Карл Густав Јунг, Алхемијске студиије - Атос, Београд, 1997.
- Јоханес Петен, Од Харца до Хеладе - Багдала, Крушевац, 1996.
- Петер Хандке, Правда за Србију - Октоих, Подгорица, 1996.
- Петер Хандке, Унутрашњи свет спољашњег света унутрашњег света - Самба, Београд, 1998, (награда „Златни кључ Смедерева”).
- Кристоф Рансмајер, Ужаси леда и мрака - Геопоетика, Београд,1997.
- Кристоф Рансмајер, Морбус Китахара - Геопоетика, Београд, 1999.
- Хајнц Царнт, Исус и Фројд - Гутенбергова галаксија, Београд, 1998.
- Зигфрид Ленц, Српска девојка - КОВ, Вршац, 1998.
- Рајнер Кунце, Чај од јасмина - КОВ, Вршац, 1998 („Европска награда за књижевност”)
- Оскар Лафонтен, Срце куца лево - (у припреми) Zepter Book World, Београд
- Волганг Кинеброк, Мултимедијски маркетинг, Клио, Београд, 2000.
- Волфганг Петрич, Бруно Крајски - Биографски есеј, БМГ, Београд, 2002.
- Волганг Петрич, Дуги пут у рат, Б92, Београд 2002.
- Кристоф Рансмајер, Последњи свет, Геопоетика, Београд, 2003.
- Курт Кепрунер, Путовања у земљу ратова, Прометеј,2003.
- Јохан Волфганг Гете, Бајка, Стилос, Нови Сад, 2004.
- Перикле Муниудис, Паладијум, Стилос, Нови Сад, 2004.
- Михаел Шпајер, Песме, Урези у крхотинама, Светови, Нови Сад, 2005.
- Тобиас Бургхарт, Реч реке, Апостроф, Београд, 2005.
- Нгујен Чи Трунг, Ветрови, Смедеревска јесен, Смедерево, 2005.
- Али ал Шалах, Вавилон, Смедеревска јесен, Смедерево, 2005.
- Фолкер Браун, Магма у грудима Туарега, Смедеревска јесен, Смедерево, 2005. (награда „Златни кључ Смедерева”),
- Карл Маркус Гаус, Европски алфабет, Zepter Book World, Београд, 2006.
- Тарек Елтајеб, Божја тржница, Смедеревска јесен, 2006.
- Ангела Гарсија, Двадесет упоредника за три сата, Смедеревска јесен, 2006.
- Рихард Питрас, Плави кит, Смедеревска јесен, 2006.
- Тобијас Бургхарт, 33 капи воде, Смедеревска јесен, 2006.
- Треза Ритерс-Зели, срце од стакла, Смедеревска јесен, 2006.
- Кристијан Тајсл, Кишни алфабет, Смедеревска јесен, 2006.
- Торстен Шулц, Трг Боксхаген, Геопоетика, 2006.
- Јоахим Сарторијус, Александрија, Булевар Рамлех, Светови, 2006.
- Кристоф Мекел, То је била љубав, анђеле мој, Светови, 2007.
- Петер Хандке, Јуче, на путу, СКЗ, Београд, 2007.
- Кристоф Рансмајер, Летећа планина, Геопоетика, 2008.
- Михаел Митерауер, Зашто Европа, ЦИД, 2007.
- Лојзе Визер, Пан, Смедеревска јесен, 2008.
- Михаел Шпајер, Дунавски и други гени, Смедеревска јесен, 2008. (са Јаном Красним)
- Кито Лоренц, Други језик/Andre Sprache, Смедеревска јесен, 2008. (награда „Златни кључ Смедерева”) (са Јаном Красним),
- Лојзе Визер, Кување међу осталим звездама, Геопоетика, 2009.
- Петер Хандке, Подземни блуз (преведено, необјављено)
- Петер Блајкнер, Витез Камамбер (преведено, необјављено)
- Антологија аустријске поезије (преведено, необјављено)
- Георг фон Хибенет, 35 година подстанар у социјализму (преведено, необјављено)

### Преводи књига на немачки језик
- Dragan Dragojlović, Die Anrufung Gottes - Zürich (1997),
- Dragan Dragojlović, Das Buch der Liebe - Berlin (1997),
- Božidar Šujica, Ausgewählte Gedichte - Belgrad (1997),
- Jeremija D. Mitrović, Grosskroatische Wahn - Serbischer Kultur und Dokumentationszentrum, Belgrad (1998),
- Li Tsching, In der Nähe des westlichen Paradieses - Signature, Belgrad (2000),
- Momir Lazić, Gedichte - Rivel Co, Belgrad (2000),
- Jovo Vojnović, Das durstige Meer – Zadužbina Petar Kočić, Banjaluka-Belgrad (2000),
- Kristina Mrđa, Dezember an Bord – Zadužbina Petar Kočić, Banjaluka, (2000),
- Đorđe Vuković, Die Schläfen – Zadužbina Petar Kočić, Banjaluka (2001),
- Nikola Cincar Popovski, Noumenon - Wandlungen des Geistes - (у припреми) (2000)
- Aleksandar Petrov, Der Wetzstein (у припреми),
- Adam Puslojić, Herisauer Gedichte, Knjižarnica Stojanović, Sremski Karlovci, 2003.
- Ljubinko Jelić, Gedichte, Knjižarnica Stojanović, Sremski Karlovci, 2004.
- Dragoslav Mišić, Gedichte, Čigoja, 2004.
- Srba Ignjatović, Ausgewählte Gedichte, (у припреми)
- Zeitschrift Podium – Themenheft Serbiеn (mit Jan Krasni), Podium, Wien 2009,

### Антологије и зборници у којима је Златко Красни заступљен
- Ђоко Стојичић, Људи без оружја - антологија југословенске антиратне поезије (1945—1985) - Нова књига, Београд (1985),
- Борски сусрети балканских књижевника (1988),
- Миљурко Вукадиновић, Звуци и комешања (Новије песништво у Србији),
- Никола Корбутовски, Косовски Орфеј 1389-1989 - Сфаирос, Београд (1989)
- Владимир Јагличић, Када будемо трава, Антологија савремене српске поезије песника рођених после 1945, (1996),
- Драгољуб Шћекић, Сто писаца један град - Књижевна заједница Херцег-Нови, Х. Нови (1992),
- Стеван Радовановић, Земун и књижевна реч - Сфаирос, Београд (1994)
- Сарајевски дани поезије - песнички зборник ‘93 - СРНА ФЕСТ и Удружење књижевника Српске, Српско Сарајево (1993)
- Лица песника - Радио-телевизија Србије, Београд (1999)
- Мома Димић, КЛЕТВА Србија, пролеће 1999 - Удружење књижевника Србије, Београд (1999)
- Usch Pfaffinger und Johannes Poethen Stuttgarter Schriftstellerhaus - Silberburg-Verlag, Stutgart (1990)
- An Antology of Contemporary Yugoslavian Poetry (1950-1990) - Тајпе (1990) (на кинеском) као и још једна антологија од истог аутора (1950—1995)
- Љубиша Ђидић и Иван Доровски (Ivan Dorovsky),Nekonečny modravy kruh - Antologie srbske moderni poezie - Masarykova univerzita v Brne (1996)
- Gerd Weiberg, Klaus Stadtmüller, Dietrich zur Nedden, A-N-N-A!, Klampen Verlag, Lüneburg (2000)
- Gerd Weiberg, Klaus Stadtmüller, Dietrich zur Nedden, Anna Blume und zurück, Wallstein Verlag (2000)
- Wolfgang Richter, Elmar Schmähling, Die Wahrheit über den NATO-Krieg gegen Jugoslawien, Schkeudizer Buchverlag (2000)
- Радослав Братић, ОПТУЖУЈЕМО, УКС, Београд, 2000.
- PROMETEO, Medellin, Colombia, 2000.
- PROMETEO, Medellin, Colombia, 2001.

### Критика о делу Златка Красног
Поезију и есеје Златка Красног тумачили су:
Иван В. Лалић, Антоније Исаковић, Чедомир Мирковић, Весна Крмпотић, Александар Петров, Живан Живковић, Зоран Глушчевић, Радивоје Микић, Адам Пуслојић, Богдан А. Поповић, Мирољуб Тодоровић, Ђорђе Јањић, Драгомир Брајковић, Бошко Томашевић, Милан Ђорђевић, Радивоје Константиновић, Југослава Љуштановић, Драгиња Урошевић, Радомир Смиљанић, Милета Аћимовић Ивков, Срба Игњатовић, Вук Крњевић, Милан Младеновић, Момир Војводић, Васа Павковић, Михаило Пантић, Радивоје Шајтинац, Зоран М. Мандић, Драган Тодоровић, Милутин Данојлић, Предраг Драгић - Кијук, Мирољуб Јоковић, Ратко Адамовић, Петру Крду, Милисав Миленковић, Ненад Грујичић, Желидраг Никчевић, Драгољуб Шћекић, Бојана Стојановић, Миливој Сребро, Радослав Војводић, Братислав Милановић, Горан Бабић, др Милослав Шутић, др Марко Недић, Рајнер Кунце, Габриел Лауб, Јоханес Петен, Тобиас Бургхарт и други.